# Physalis lagascae
Physalis lagascae ist eine Pflanzenart aus der Gattung der Blasenkirschen (Physalis) in der Familie der Nachtschattengewächse (Solanaceae).

## Beschreibung
Physalis lagascae sind bis zu 1,5 m hoch werdende Sträucher, deren Sprossachse mit langen, vielzelligen Trichomen besetzt sind. Die Laubblätter sind ganzrandig oder weisen einen leicht gebogenen Rand auf, die Blattspreiten sind eiförmig bis lanzettlich, die größeren Blätter sind 2 bis 10 cm lang und 1 bis 3,5 cm breit. Die Spitze ist spitz zulaufend bis eng zugespitzt, die Basis ist stumpf, abgerundet oder gelegentlich auch zugespitzt. Auf beiden Seiten der Blätter finden sich relativ lange Haare. Die Blattstiele sind 0,5 bis 2,5 cm lang.
Die Blüten stehen einzeln an 2 bis 5 cm langen Blattstielen, der Kelch hat während der Blühphase eine Länge von 3 bis 4 mm, ist mit langen, abstehenden Haaren besetzt und besitzt dreieckige, 0,6 bis 1,5 mm lange Kelchzähne. Die Krone ist 5 bis 7 mm lang, besitzt im Zentrum einen dunkleren Fleck aus für gewöhnlich nicht einzeln auszumachenden Punkten, teilweise erscheint die Blüte auch ungefleckt. Auf der Innenseite ist die Krone behaart. Die Staubfäden sind 1,5 mm lang, die Staubbeutel sind bläulich oder violett und 1,2 bis 1,5 mm lang.
Die Frucht ist eine 5 bis 7 mm große Beere, die von einem sich auf 1,5 bis 2 cm verlängernden Kelch umschlossen wird und an einem 3 bis 5 mm großen Stiel steht. Der Kelch hat einen zehnkantigen Querschnitt und eine Breite von 1 bis 1,5 cm. Er ist vor allem an den Rippen mit langen, abstehenden Haaren besetzt, so dass an der Basis der Haare entlang der Rippen kleine Zähne entstehen.

## Verbreitungsgebiet und Standorte
Das Verbreitungsgebiet der Pflanze umfasste ursprünglich folgende Länder:
- Venezuela
- Mexiko
- Panama
- Belize
- Guatemala
- Honduras
- Nicaragua
- Kuba
- Trinidad
- Kolumbien
- Costa Rica
- Peru
- Ecuador
- El Salvador
- Martinique

Als Neobiota wurde sie in folgende Länder eingeschleppt:
- USA, einschließlich Jungferninseln
- Australien
- Afrika (diverse Länder)
- China
- Indien (im Nordwesten)
- Vietnam
- Malaysia
- Philippinen

Darüber hinaus ist sie auf unterschiedlichen Inseln und Inselgruppen heimisch geworden, darunter Kap Verde, Mauritius, Madagaskar, Kap Verde, sowie auf den Andamanen und dem Inselstaat Tonga.
Die Art wächst oft an grasigen Hängen in Höhen von 900 bis 1.500 m.